# Trouée de Belfort
Ne doit pas être confondu avec Porte de Bourgogne.
La trouée de Belfort ou porte de Bourgogne est un seuil situé entre les Vosges et le Jura, reliant le bassin du Rhin et le bassin du Rhône, l'Alsace et la Franche-Comté.
La trouée de Belfort couvre toute la superficie du Territoire de Belfort et les parties limitrophes des départements du Haut-Rhin, de la Haute-Saône, et du Doubs.
Le point le plus haut est le mont Salbert, à 651 m d'altitude. Le point le plus bas est la vallée du Doubs à Montbéliard, à 315 m d'altitude.

## Dénominations
Le nom de « trouée de Belfort » n'est pas utilisée seulement en français : on trouve son équivalent, par exemple en anglais (Belfort Gap) ou en russe (Бельфорский проход, Bel'forskiï Prokhod).
Les langues germaniques utilisent plutôt le nom de « porte de Bourgogne » : Burgundische Pforte en allemand, Bourggondische Poort en néerlandais, Burgundiska Porten en suédois.
On peut trouver celui-ci en France : par exemple dans un atlas de 2002 ou dans un ouvrage un peu ancien : La Porte de Bourgogne et d'Alsace (Trouée de Belfort) (1930)
Le mot « Bourgogne » renvoie à l'ancienne « Comté de Bourgogne » devenue « Franche Comté de Bourgogne » puis « Franche Comté ».

## Géographie

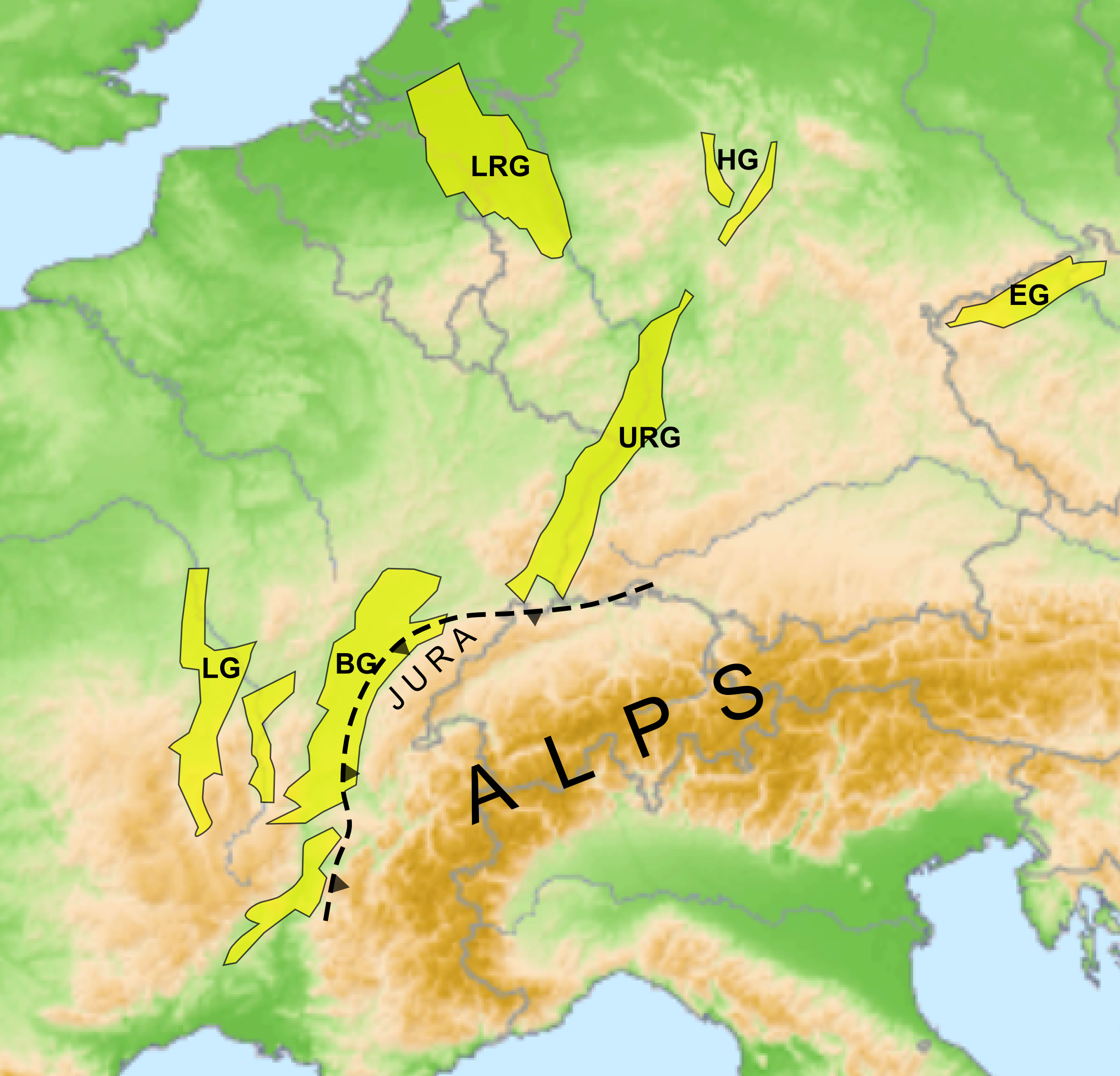
Carte montrant les principaux grabens du rift ouest-européen : la trouée de Belfort marque la limite entre le Graben de Bresse (BG) et du Rhin (URG).

Les massifs du Jura et des Vosges laissent entre eux un passage d'une vingtaine de kilomètres de largeur, au pied du ballon d'Alsace.
Le point le plus élevé entre les bassins du Rhin et du Rhône est le bief de partage du canal du Rhône au Rhin (commune de Valdieu-Lutran, Haut-Rhin), à 345 m d'altitude, les fonds de vallées des bassins de la Saône et du Rhin descendant aux environs de 210 m d'altitude. Cette ligne, à quelques communes près, servit en 1871 à déterminer la frontière entre l'Empire allemand et la France : une série de fortifications du système Séré de Rivières fut érigée pour en assurer la défense.
Entre le bassin du Doubs et la vallée  de l'Ognon (Haute-Saône), le bief de partage est à 370 m et il est entouré par un chapelet de collines toutes supérieures à 500 m.

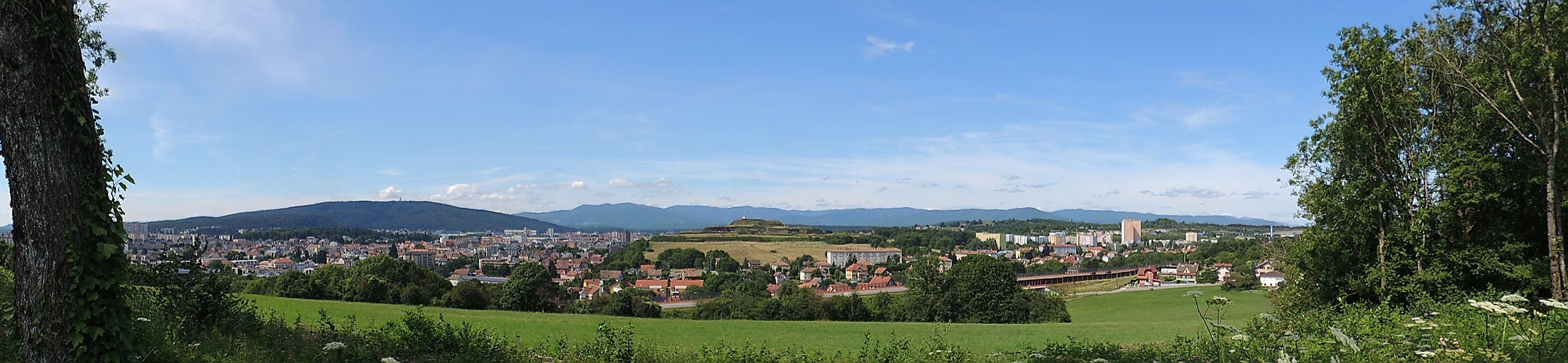
Panorama sur la trouée de Belfort.

Sur le plan géologique, la plus importante ressource du sous-sol de la trouée de Belfort est le bassin houiller stéphanien sous-vosgien.

## Voies de communication
La trouée de Belfort est utilisée par plusieurs réseaux de communication :
- routes : RN 83 (altitude maximale 403 m), autoroute A36 (400 m), ancienne RN 19 reliant Paris à Bâle ;
- lignes de chemin de fer : 
  - ligne classique Bâle-Paris qui rejoint les plaines de l'Ognon à Lure (et de là vers Épinal, Nancy), puis de la Saône dans sa partie haute en direction de Vesoul,
  - ligne classique Strasbourg-Lyon qui emprunte la vallée du Doubs en direction de Besançon,
  - branche est de la nouvelle LGV Rhin-Rhône, qui rejoint la vallée de l'Ognon à Villersexel, en direction de Dole,
  - lignes de chemin de fer régionales internationales de Belfort à Delle et à Delémont, qui remontent la vallée de l'Allaine vers Delle et Porrentruy en Suisse, offrant un accès ferroviaire autant de France que de Suisse à la gare de Belfort - Montbéliard TGV ;
- canal du Rhône au Rhin.

## Histoire

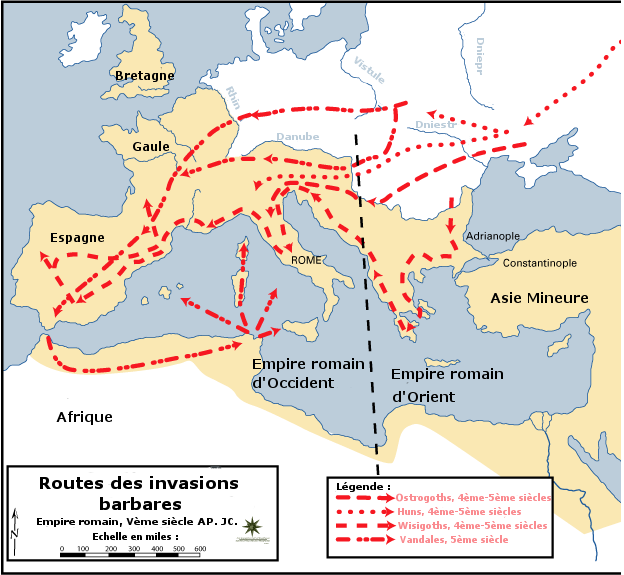
La géologie de l'Europe explique en partie la période des migrations marquée par le passage en Gaule des Huns et des Germains venant des plaines du Danube. Ces peuples empruntent deux grandes voies : au nord la plaine germano-polonaise qui, par la Belgique, atteint la Champagne et la Picardie ; au sud, le carrefour de Bâle qui se jette directement sur la trouée pour atteindre la Bourgogne. La trouée sépare ainsi le monde germanique et le monde romain.

Deux voies importantes traversaient la région dès l'époque gauloise, permettant à César d'acheminer rapidement des troupes vers l'armée d'Arioviste et de forcer les Germains à repasser le Rhin.
La ville de Belfort, bien placée au milieu de la trouée, a joué pendant des siècles un rôle de verrou contre les invasions venant de l'ouest (pendant la période autrichienne) ou de l'est (lorsque la région est devenue française après la guerre de Trente Ans). Elle a d'ailleurs été entourée par une ceinture fortifiée s'étendant des Vosges au Jura, entre la guerre de 1870 et la Première Guerre mondiale.
La dernière offensive menée par la trouée de Belfort est celle du Ier corps d'armée (général Béthouart) en novembre 1944, lors de la bataille d'Alsace.